# (5079) Brubeck
(5079) Brubeck (1975 DB) – planetoida z grupy pasa głównego asteroid okrążająca Słońce w ciągu 4 lat i 107 dni w średniej odległości 2,64 j.a. Została odkryta 16 lutego 1975 roku w Obserwatorium Féliksa Aguilara. Nazwa planetoidy pochodzi od Dave'a Brubecka (ur. 1920), urodzonego w Kalifornii pianisty i kompozytora.